# ميلان يوفانوفيتش (لاعب كرة قدم صربي مواليد 1983)
ميلان يوفانوفيتش هو لاعب كرة قدم صربي، ولد في 14 أكتوبر 1983 في نيش في صربيا. لعب مع راد بيوغراد ورادنيتشكي نيش ونادي تيرانا ونادي يانغون يونايتد.

## وصلات خارجية
- ميلان يوفانوفيتش على موقع قاعدة بيانات كرة القدم.إي يو (الإنجليزية)
- ميلان يوفانوفيتش على موقع Soccerway.com (الإنجليزية)